# Групи

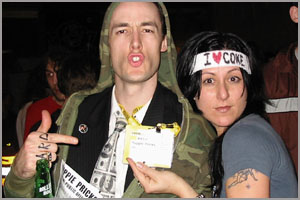
Тревор Мидлтон (The Yuppie Pricks) вместе с групи

Гру́пи, группи (англ. groupie) — поклонница поп- или рок-группы, сопровождающая своих кумиров во время гастролей. Термин имеет и более широкий (как правило, иронический) смысл, однако, начиная с середины 1960-х годов, употребляется почти исключительно в отношении молодых женщин, активно стремящихся оказывать своим кумирам сексуальные услуги.
Роберт Плант, вокалист британской рок-группы Led Zeppelin, разделял групи на две категории: тех, кто удовлетворяется разовой, краткой связью с любимыми музыкантами, и «суррогатных матерей», которые, постоянно находясь рядом с ними, стремятся выполнять разнообразные полезные функции: заботятся о своих «питомцах», следят за гардеробом, диетой, возможно — доставкой наркотических средств.
Характерным примером «гастрольной жены» осталась в истории рок-музыки Нэнси Спанджен. Не меньшую известность приобрели Синтия Албриттон и Памела Де Барр (участница групи-группы The GTOs (Girls Together Outrageously), попытавшиеся придать понятию «групи» интеллектуально-философскую обоснованность, вывести его на концептуальный уровень. Так, Де Барр является автором двух документальных книг I’m With The Band (1987) и Take Another Little Piece of My Heart. Последняя книга Де Барр, Let’s Spend the Night Together (2007), представляет собой сборник интервью с «групи старой школы» (Кэтрин Джеймс, Конни Хэмзи, Черри Ванилла и др.). Если верить книге Де Барр, известен по меньшей мере один групи-мужчина (по имени Pleather), который сопровождал на гастролях Кортни Лав, The Bangles и других знаменитых исполнительниц поп- и рок-музыки.